# La storia di Pearl White
La storia di Pearl White (The Perils of Pauline) è un film statunitense del 1947 diretto da George Marshall.
Si tratta di un racconto romanzato sulla vita dell'attrice del cinema muto Pearl White, interpretata da Betty Hutton.